# Hollywood
Hollywood ([ˈhɒliwʊd]) is een stadsdeel van Los Angeles in de Verenigde Staten. Het werd in 1857 gesticht als een onafhankelijke stad ten noordwesten van het centrum van Los Angeles. Het is voornamelijk bekend als filmstad en historisch centrum van de Amerikaanse filmindustrie door de aanwezigheid van al zijn studio’s, aanverwante bedrijven en filmsterren. Hollywood wordt vaak gebruikt als synoniem voor de Amerikaanse filmindustrie, hoewel veel van de bedrijvigheid is verhuisd naar de omgeving, zoals West Los Angeles, San Fernando en Santa Clarita Valley. Veel secundaire filmindustriebedrijven, onder meer op het gebied van editing, effecten, naproductie en belichting, zijn echter in Hollywood gebleven.
Een bijnaam voor Hollywood is Tinseltown.
Hollywood werd een officiële stad met zelfstandig bestuur op 14 november 1903. De stemming op dat moment was 88 voor opneming en 77 tegen.
In 1910 werd er, vanwege een voortdurende strijd om een adequate watervoorziening te verkrijgen, besloten door de stadsambtenaren dat Hollywood zou opgaan als een wijk van de stad van Los Angeles. Dit was een logisch gevolg omdat deze groeiende stad ondertussen het Los Angeles Aquaduct en watersysteem, gebruikmakend van de Owens River in de Owens Valley, had aangelegd. Een ander voordeel was dat Hollywood aangesloten zou kunnen worden op de riolering van Los Angeles.
Sinds de stad als wijk opging in Los Angeles, heeft Hollywood geen eigen bestuursorgaan meer. Een tijdlang is er een informele burgemeester van Hollywood Mayor of Hollywood geweest, benoemd door de lokale kamer van koophandel (Hollywood Chamber of Commerce). Johnny Grant hield deze positie van 1980 tot zijn dood op 9 januari 2008, maar de functie is sindsdien niet meer ingevuld.

Bij de annexatie zijn de namen en nummers van de straten gewijzigd in de vorm zoals we ze heden ten dage kennen. Zo werd Prospect Avenue, gewijzigd in Hollywood Boulevard en werden alle nummers van dat district gewijzigd. 100 Prospect Avenue aan de Vermont Avenue werd gewijzigd in 6400 Hollywood Boulevard, en 100 Cahuenga Boulevard aan de Hollywood Boulevard veranderde in 1700 Cahuenga Boulevard.
Hollywood in brede zin omvat ook naastgelegen wijken als Beverly Hills, West Hollywood en Hollywood Hills, hoewel deze officieel geen deel uitmaken van de wijk Hollywood.
Een poging om van Hollywood wederom een zelfstandige stad met eigen bestuur te maken werd in november 2002 met een ruime meerderheid verworpen.
Een opmerkelijk feit was dat op 30 januari 1904 door de kiezers van Hollywood besloten werd voor de verbanning van drank in de stad, behalve wanneer het werd verkocht voor medicinale doeleinden. De stemming was 113 voor en 96 tegen. Hotels noch restaurants mochten wijn of sterkedrank serveren vóór of na de maaltijden.
Als begrip wordt Hollywood ook gebruikt om te verwijzen naar de filmindustrie in en rond Hollywood. De eerste studio werd opgericht in 1911 door David Horsley van de Nestor Company. In datzelfde jaar vestigden zich er nog 15 onafhankelijke studio's. Filmproductiebedrijven trokken naar Hollywood vanwege het goede weer en de langere dagen. In de begindagen van de film was sterke kunstmatige verlichting nog niet mogelijk; de enige lichtbron die zorgde voor voldoende belichting van de film was de zon. Tot dan toe was New York de hoofdstad van de filmproductie geweest.

## Bekende bouwwerken
- Griffith-observatorium
- Hollywood Sign
- Sunset Strip
- Hollywood Bowl
- TCL Chinese Theatre
- Hollywood Walk of Fame
- Dolby Theatre

## Geboren en opgegroeid in Hollywood
- Lita Grey (1908-1995), actrice
- Todd Karns (1921-2000), acteur
- Rhonda Fleming (1923-2020), actrice
- John Derek (1926-1998), acteur, filmregisseur en fotograaf
- Dean Stockwell (1936-2021), acteur
- John Phillip Law (1937-2008), acteur
- Diane Baker (1938), actrice
- Stefanie Powers (1942), actrice
- Geoffrey Scott (1942-2021), acteur
- Peter Jason (1944-2025), acteur
- Wings Hauser (1947-2025), acteur, uitvoerend producent en muziekproducent
- Charlene (1950), zangeres
- Jay North (1951-2025), acteur
- Luisa Leschin (1953), actrice, scenarioschrijfster en televisieproducente
- Kimmy Robertson (1954), actrice
- Katey Sagal (1954), actrice
- Denise Crosby (1957), actrice
- David Brenner (1962-2022), filmeditor
- Jennifer Jason Leigh (1962), actrice, regisseuse en scenarioschrijfster
- Ted King (1965), acteur
- Derrick Rostagno (1965), tennisser
- Zachary Throne (1967), acteur en muzikant
- Paula Irvine (1968), actrice
- Lindsay en Sidney Greenbush (1970), kindacteurs
- Christina Applegate (1971), actrice
- Cory Lidle (1972), honkbalspeler
- Michelle Bonilla (1972), actrice, filmproducente en scenarioschrijfster
- Leonardo DiCaprio (1974), acteur
- William Sarabande (?), schrijfster
- Jordan Ladd (1975), actrice
- Daron Malakian (1975), gitarist
- Seth Gabel (1981), acteur
- Heather Vandeven (1981), model en actrice
- Vanessa Lee Chester (1984), actrice
- Agnes Bruckner (1985), actrice